# White Earth (Dacota do Norte)
White Earth é uma cidade localizada no estado norte-americano de Dacota do Norte, no Condado de Mountrail.

## Demografia
Segundo o censo norte-americano de 2000, a sua população era de 63 habitantes.
Em 2006, foi estimada uma população de 58, um decréscimo de 5 (-7.9%).

## Geografia
De acordo com o United States Census Bureau tem uma área de
3,9 km², dos quais 3,9 km² cobertos por terra e 0,0 km² cobertos por água.

## Localidades na vizinhança
O diagrama seguinte representa as localidades num raio de 32 km ao redor de White Earth.